# Nun (ékírás)
A NUN (akkád RUBÛ) a sumer nyelvben és az ékírásban díszítő jelző az úr és hölgy szavak előtt, körülbelül az uram, hölgyem értelmű. Az írásban 𒄴 isteni determinatívum is. Ritkán istentiszteleti helyek nevének része, mint az eridui Enki-szentély, NUNKI.
A férfi istenségekhez jelzőként csatlakozik általában, de a női istennekbe beépülve azok részévé válik, mint DNUN.GAL, DNUN.TUG, DNUN.SI.KUR, DNUN.BAR.ŠÈgunû, DNUN.MU.A, DNUN.NA.DI. Egyes esetekben szabadon cserélődik a NIN-nel, mint a DNIN.KI – DNUN.KI párosban.